# Сперанский, Николай Иванович (полковник)
Никола́й Ива́нович Спера́нский (4 декабря 1882 — 13 февраля 1943) — полковник лейб-гвардии 3-го стрелкового полка, герой Первой мировой войны.
Из семьи священников. Сперанские были внесены в Дворянскую родословную книгу. 
Его дед, Филипп Васильевич Сперанский (1805–1868), протоиерей Смольного Воскресенского собора всех учебных заведений, сын пономаря Новгородской епархии, окончил Александро-Невское училище и семинарию, а затем — Петербургскую духовную академию. Отец — Иван (Иоанн) Филиппович Сперанский (1850–1924), протоиерей, с 1891 года на протяжении 22 лет — настоятель Софийского собора в Царском селе, в 1917—1920 гг. — протоиерей Знаменской церкви в Царском Селе.
Общее образование получил в С.-Петербургской духовной семинарии. В 1905 году окончил Алексеевское военное училище, откуда выпущен был подпоручиком в лейб-гвардии Стрелковый полк.
В Первую мировую войну штабс-капитан Сперанский вступил в рядах лейб-гвардии 3-го стрелкового полка. Был удостоен ордена Святого Георгия 4-й степени
За то, что в бою 21-го сентября 1914 года, будучи окружен сильнейшим противником, пробился, вынеся своих раненых, захватив пленных германцев и не оставив противнику трофеев.
и пожалован Георгиевским оружием
За то, что, будучи в чине штабс-капитана, в бою 15 июля 1916 года у д. Трыстень под ураганным артиллерийским, ружейным и пулеметным огнем противника, командуя 2-м батальоном, с боя захватил ряд немецких окопов у высоты 90,0 и удержал позицию за собой, взяв пленными: 3 офицеров, 100 нижних чинов германцев и 5 пулеметов.
На 4 марта 1917 года — полковник лейб-гвардии 3-го стрелкового полка.
В Гражданскую войну участвовал в Белом движении в составе Вооруженных сил Юга России. В 1920 году эвакуировался из Одессы.
В эмиграции в Югославии. Состоял членом Общества кавалеров ордена Св. Георгия. Умер в 1943 году в Белграде. Похоронен на Новом кладбище.
Жена — Анна Ивановна Сперанская (урожд. фон Бурзи, дочь генерал-лейтенанта Ивана Карловича фон Бурзи; (1885, Митава—1962, Висбаден). 
Дети: 
- Глеб Николаевич Сперанский (1914, Петропавловская крепость — 1995, Нью-Йорк). Окончил кадетское училище и архитектурный факультет Белградского университета, служил в Русском корпусе. Председатель правления Нью-Йоркского объединения кадет, активист Объединения кадет российских зарубежных кадетских корпусов, один из редакторов сборника «Кадетские корпуса за рубежом». Первый брак —  Мария Леонидовна Балашова. Второй брак  — Татьяна Борисовна Михеева. Похоронен на Русском православном кладбище в Ново-Дивееве. Внук — Николай Глебович Сперанский (1943—1989, Нью-Йорк).
- Кира Николаевна Сперанская (1916—1998, Висбаден), филолог, инициатор открытия курсов немецкого языка для иностранцев в Народном университете (Volkshochschule) Висбадена. Преподавала языки (русский, сербский, французский, английский, немецкий). Замужем за Вильгельмом Шефером. Похоронена на Русском кладбище Висбадена. Внучка — Мария (Майя).

## Награды
- Орден Святого Владимира 4-й ст. с мечами и бантом (ВП 22.11.1914);
- Орден Святой Анны 4-й ст. с надписью «за храбрость» (ВП 22.11.1914);
- Орден Святого Георгия 4-й ст. (ВП 3.01.1915);
- Георгиевское оружие (ПАФ 4.03.1917).